# Karrikin

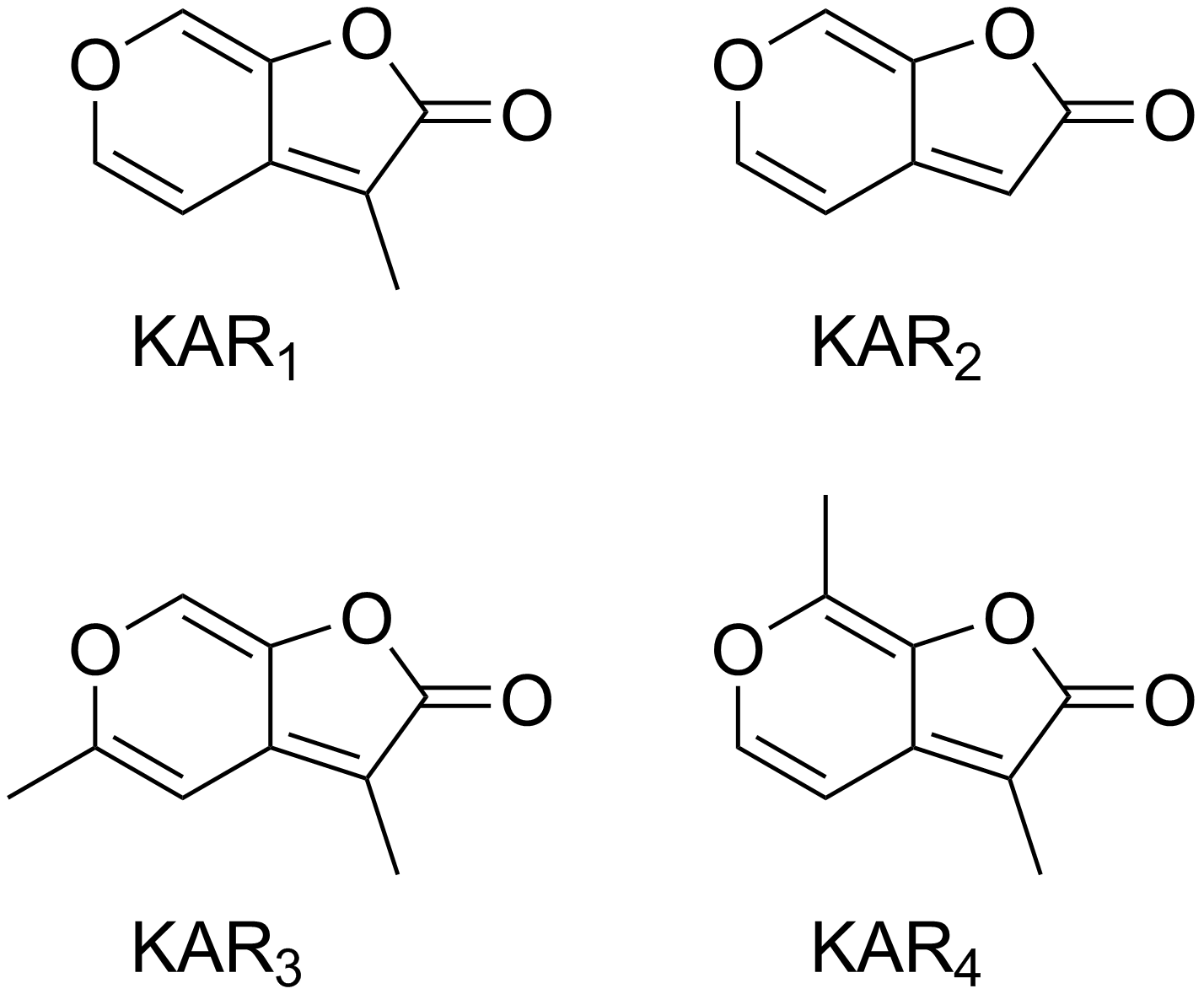
Cấu trúc hóa học của các karrikin

Karrikins là một nhóm các chất tăng trưởng thực vật được tìm thấy trong khói của khi đốt các nguyên liệu thực vật. Trong nhiều năm, người ta đã quan sát khói từ cháy rừng hoặc những đám cháy lớn giúp kích thích sự nảy mầm của hạt giống. Năm 2004, chất butenolide được chứng minh là chịu trách nhiệm cho hiệu ứng này. Sau đó, một số hợp chất liên quan chặt chẽ cũng được phát hiện trong khói, và chúng được gọi chung là karrikin. Sáu karrikin đã được phát hiện trong khói và được gọi tên là KAR1, KAR2, KAR3, KAR4, KAR5 và KAR6, nhưng từ KAR1 tới KAR4 là hoạt động tích cực nhất. Phần butenolide của hợp chất là vòng lacton 5-thành viên trong khi phần còn lại của hợp chất karrikin là một vòng pyran 6-thành viên.